# العلاقات الجيبوتية اللاتفية
العلاقات الجيبوتية اللاتفية هي العلاقات الثنائية التي تجمع بين جيبوتي ولاتفيا.

## مقارنة بين البلدين
هذه مقارنة عامة ومرجعية للدولتين:
| وجه المقارنة                                              | جيبوتي                    | لاتفيا                                             |
| --------------------------------------------------------- | ------------------------- | -------------------------------------------------- |
| المساحة (كم2)                                             | 23.20 ألف                 | 64.59 ألف                                          |
| عدد السكان (نسمة)                                         | 956.99 ألف                | 1.93 مليون                                         |
| الكثافة السكانية (ن./كم²)                                 | 41.25                     | 29.88                                              |
| العاصمة                                                   | جيبوتي                    | ريغا                                               |
| اللغة الرسمية                                             | لغة فرنسية، اللغة العربية | اللغة اللاتفية                                     |
| العملة                                                    | فرنك جيبوتي               | يورو، لاتس لاتفي، الروبل اللاتفي ‏، الروبل اللاتفي ‏ |
| الناتج المحلي الإجمالي (بليون دولار)                      | 1.84 مليار                | 30.26 مليار                                        |
| الناتج المحلي الإجمالي (تعادل القوة الشرائية) بليون دولار | 3.10 مليار                | 49.24 مليار                                        |
| الناتج المحلي الإجمالي الاسمي للفرد دولار أمريكي          | 1.95 ألف                  | 14.06 ألف                                          |
| الناتج المحلي الإجمالي للفرد دولار أمريكي                 | 3.27 ألف                  | 23.55 ألف                                          |
| مؤشر التنمية البشرية                                      | 0.470                     | 0.819                                              |
| رمز المكالمات الدولي                                      | +253                      | +371                                               |
| رمز الإنترنت                                              | .dj                       | .lv                                                |
| المنطقة الزمنية                                           | ت ع م+03:00               | ت ع م+02:00، ت ع م+03:00، أوروبا/ريغا ‏             |

## منظمات دولية مشتركة
يشترك البلدان في عضوية مجموعة من المنظمات الدولية، منها:
| علم المنظمة | اسم المنظمة                        | تاريخ انضمام جيبوتي | تاريخ انضمام لاتفيا |
| ----------- | ---------------------------------- | ------------------- | ------------------- |
|             | مؤسسة التنمية الدولية              | 1 أكتوبر 1980       | 11 أغسطس 1992       |
|             | يونسكو                             | 31 أغسطس 1989       | 9 يوليو 1951        |
|             | وكالة ضمان الاستثمار متعدد الأطراف | 12 يناير 2007       | 21 أغسطس 1998       |
|             | الأمم المتحدة                      | 20 سبتمبر 1977      | 17 سبتمبر 1991      |
|             | الاتحاد البريدي العالمي            | ?                   | ?                   |
|             | البنك الدولي للإنشاء والتعمير      | 1 أكتوبر 1980       | 11 أغسطس 1992       |
|             | الاتحاد الدولي للاتصالات           | 22 نوفمبر 1977      | 11 ديسمبر 1921      |
|             | منظمة حظر الأسلحة الكيميائية       | ?                   | ?                   |
|             | مؤسسة التمويل الدولية              | 1 أكتوبر 1980       | 29 سبتمبر 1993      |
|             | منظمة التجارة العالمية             | ?                   | 1999                |
|             | منظمة الشرطة الجنائية الدولية      | ?                   | ?                   |

## وصلات خارجية
- موقع وزارة الخارجية اللاتفية